# Système d'identification du répertoire des établissements
Le Système d’Identification du Répertoire des ÉTablissements, ou numéro SIRET, est un code Insee permettant l'identification d'un établissement ou d'une entreprise française. Il existe au sein d'un répertoire géré par l'Insee : le SIRENE.

## Constitution du SIRET
Cet identifiant numérique de 14 chiffres se compose de deux parties : 
- la première, comprenant neuf chiffres, est le numéro SIREN (Système d’identification du répertoire des entreprises) de l'entreprise (ou unité légale ou personne juridique) à laquelle appartient l'unité SIRET ;
- la seconde, comprenant cinq chiffres, appelée numéro interne de classement (NIC), est constituée d'un numéro d'ordre séquentiel de quatre chiffres attribué à l'établissement et d'un chiffre de contrôle, qui permet de vérifier la validité de l'ensemble du numéro SIRET[1].

Par exemple : 732829320 00074 correspond au septième établissement de l'entreprise au numéro SIREN 732829320.

### Sociétés étrangères
Des sociétés implantées à l'étranger mais ayant une activité ou une représentation en France peuvent avoir un code SIRET,.

## Calcul et validité d'un numéro SIRET
Le numéro SIRET est composé de 14 chiffres, dont un chiffre de contrôle (le dernier) qui permet de vérifier la validité du numéro de SIRET (SIREN & NIC).
Celui-ci est calculé suivant la formule de Luhn.

### Exceptions pour le groupe La Poste
Cependant il existe une exception : à l'occasion du changement de statut de La Poste en une société anonyme, l'ensemble de ses établissements a été regroupé sous le même SIREN (à 9 chiffres accolés) : 356000000.
Le nombre desdits établissements, pour beaucoup des bureaux de poste de quartiers et de petites communes, étant trop important, les SIRET à 14 chiffres (le SIREN 356000000 précédent, suivi des cinq chiffres distinctifs du NIC) utilisent une autre formule de validation et ne sont donc pas valides au sens de la formule de Luhn,.
Seul le SIRET 356000000 00048 du siège du groupe La Poste est conforme à la formule de Luhn.
Le contrôle de tous les autres SIRET est spécifique : la somme des 14 chiffres doit être un multiple de 5.

## Combien y a-t-il de SIRET (établissements) actifs en France?
Fin 2024, on comptait ainsi plus de 14 millions d’unités légales (SIREN), regroupant un peu moins de 16 millions d’établissements (SIRET), tous types et secteurs confondus.